# Сербия на Всемирных военных играх
Сербия принимает участие во Всемирных военных играх: в летних Играх с 2007 года, в зимних Играх с 2010 года.
На летних Играх военнослужащие-спортсмены Сербии завоевали (с учётом результатов летних Игр 2019 года) всего 3 медали, из них ни одной золотой, в медальном зачёте занимают 77-е место; на зимних Играх завоевали (с учётом результатов зимних Игр 2017 года) всего 1 медаль, не золотую, в медальном зачёте занимают 19-е место.

## Медальный зачёт

### Медали на летних Всемирных военных играх
| Игры                | Золото         | Серебро        | Бронза         | Всего          | Место          |
| 1995-2003           | не участвовали | не участвовали | не участвовали | не участвовали | не участвовали |
| 2007 Хайдарабад     | 0              | 0              | 0              | 0              | —              |
| 2011 Рио-де-Жанейро | 0              | 0              | 0              | 0              | —              |
| 2015 Мунгён         | 0              | 0              | 0              | 0              | —              |
| 2019 Ухань          | 0              | 0              | 3              | 3              | 54             |
| Всего               | 0              | 0              | 3              | 3              | 77             |

### Медали на зимних Всемирных военных играх
| Игры               | Золото | Серебро | Бронза | Всего | Место |
| 2010 Валле-д’Аоста | 0      | 0       | 1      | 1     | 15    |
| 2013 Анси          | 0      | 0       | 0      | 0     | —     |
| 2017 Сочи          | 0      | 0       | 0      | 0     | —     |
| Всего              | 0      | 0       | 1      | 1     | 19    |